# Alfred Chandler
Alfred Chandler (1804 - 1896 ), fue un botánico británico, artista y grabador. Su padre, Alfred Chandler Sr., se distinguió por la hibridación de camelias, más tarde sucedido por su hijo.
Fue un impecable artista de la botánica, donde no solo fue artista, sino también grabador, colorista, y publicador en una era donde la mayoría de los artistas eran solo empleados de empresas de dibujo.

## Publicaciones
- 1831. Illustrations and descriptions of the plants which compose the natural order Camellieæ, and of the varieties of Camelia japonica, cultivated in the gardens of Great Britain. Volumen 1. 80 pp. Con William Beattie Booth
- 1825. Camellia britannica. Con Edward Bourne Buckingham. Ed. Sherwood, Gilbert, & Piper, 22 pp.

## Eponimia
Especies
- (Anthericaceae) Anthericum chandleri Greenm. & C.H.Thomps.[1]
- (Anthericaceae) Echeandia chandleri (Greenm. & C.H.Thomps.) Cruden[2]
- (Apiaceae) Cogswellia chandleri M.E.Jones[3]
- (Asteraceae) Arnica chandleri Rydb.[4]
- (Asteraceae) Bidens chandleri Sherff[5]
- (Asteraceae) Sphaeranthus chandleri Ross-Craig[6]
- (Fabaceae) Chorizema chandleri Hort. ex G.Nicholson[7]
- (Geraniaceae) Pelargonium × chandleri Colvill ex Sweet[8]
- (Lamiaceae) Calamintha chandleri Brandegee[9]
- (Ranunculaceae) Clematis chandleri Hort ex Lavall.[10]
- (Rosaceae) Horkelia chandleri Rydb.[11]
- (Trilliaceae) Trillium chandleri Farw.[12]